# Sinucidere asistată
     Suicidul asistat medical este legal
     Legalizat prin hotărâre judecătorească, dar nu este reglementat prin lege
     Suicidul asistat este ilegal.

Legalitatea suicidului asistat în lume:
Suicidul asistat medical este legal
Legalizat prin hotărâre judecătorească, dar nu este reglementat prin lege
Suicidul asistat este ilegal.

Sinuciderea asistată constă în ajutorul sau asistența acordată altei persoane care dorește să-și încheie viața. Se consideră asistență la suicid furnizarea materialelor necesare pentru realizarea acestuia. Ajutorul poate fi oferit de către profesioniști medicali, asistente sau alte persoane. Odată ce se stabilește că situația persoanei se califică în conformitate cu legile privind sinuciderea asistată de medic pentru acea locație, asistența medicului se limitează de obicei la scrierea unei rețete pentru o doză letală de medicamente.
Suicidul asistat nu trebuie confundat cu eutanasia sau cu inducerea suicidului. În contrast cu eutanasia, în cazul suicidului asistat, acțiunea profesionistului medical se limitează la furnizarea pacientului a mijloacelor necesare pentru ca acesta să-și provoace singur moartea. Elementul distinctiv nu constă în mijlocul folosit, ci în subiectul care efectuează acțiunea.
În multe jurisdicții, a ajuta o persoană să moară prin sinucidere este o crimă. Persoanele care susțin legalizarea sinuciderii asistate de un medic doresc ca persoanele care asistă la o moarte voluntară să fie scutite de urmărirea penală pentru omor din culpă sau infracțiuni similare. Sinuciderea asistată de un medic este legală în unele țări, în anumite circumstanțe, inclusiv în Austria, Belgia, Canada, Germania, Luxemburg, Olanda, Noua Zeelandă, Portugalia, Spania, Elveția, părți ale Statelor Unite și toate cele șase state din Australia. Curțile constituționale din Columbia, Germania și Italia au legalizat sinuciderea asistată, dar guvernele lor nu au legiferat sau reglementat încă practica.
În majoritatea acestor țări pentru a se califica pentru asistență juridică, persoanele care caută o sinucidere asistată de un medic trebuie să îndeplinească anumite criterii, inclusiv: să aibă o boală terminală, să demonstreze că sunt în deplinătatea facultăților mentale, să își exprime în mod voluntar și în mod repetat dorința de a muri și să ia cu propria mână doza letală specificată. Legile variază în domeniul de aplicare de la un loc la altul. În Statele Unite sinuciderea asistată este limitată la cei care au un prognostic de șase luni sau mai puțin de trăit. În alte țări precum Germania, Canada, Elveția, Spania, Italia, Austria, Belgia și Țările de Jos un diagnostic terminal nu este o cerință și eutanasierea voluntară este în plus permisă.